# Gare de Nagaoka-Tenjin
La gare de Nagaoka-Tenjin (長岡天神駅, Nagaoka-Tenjin-eki) est une gare ferroviaire de la ville de Nagaokakyō, dans la préfecture de Kyoto au Japon. Elle est gérée par la compagnie Hankyu.

## Situation ferroviaire
La gare de Nagaoka-Tenjin est située au point kilométrique (PK) 31,7 de la ligne Hankyu Kyoto.

## Histoire
La gare a ouvert le 1er novembre 1928.

## Service des voyageurs

### Accueil
La gare dispose d'un bâtiment voyageurs, avec guichet, ouvert tous les jours.

### Desserte
- Ligne Kyoto :
  - voies 1 et 2 : direction Kyoto-Kawaramachi
  - voies 3 et 4 : direction Tengachaya et Osaka-Umeda